# Jaskinia za Ratuszem Owalna
Jaskinia za Ratuszem Owalna – jaskinia w Dolinie Miętusiej w Tatrach Zachodnich. Wejście do niej znajduje się w Litworowym Grzbiecie, w pobliżu Jaskini za Ratuszem Szerokiej, na wysokości 1656 metrów n.p.m. Długość jaskini wynosi 7,5 metrów, a jej deniwelacja 2 metry.

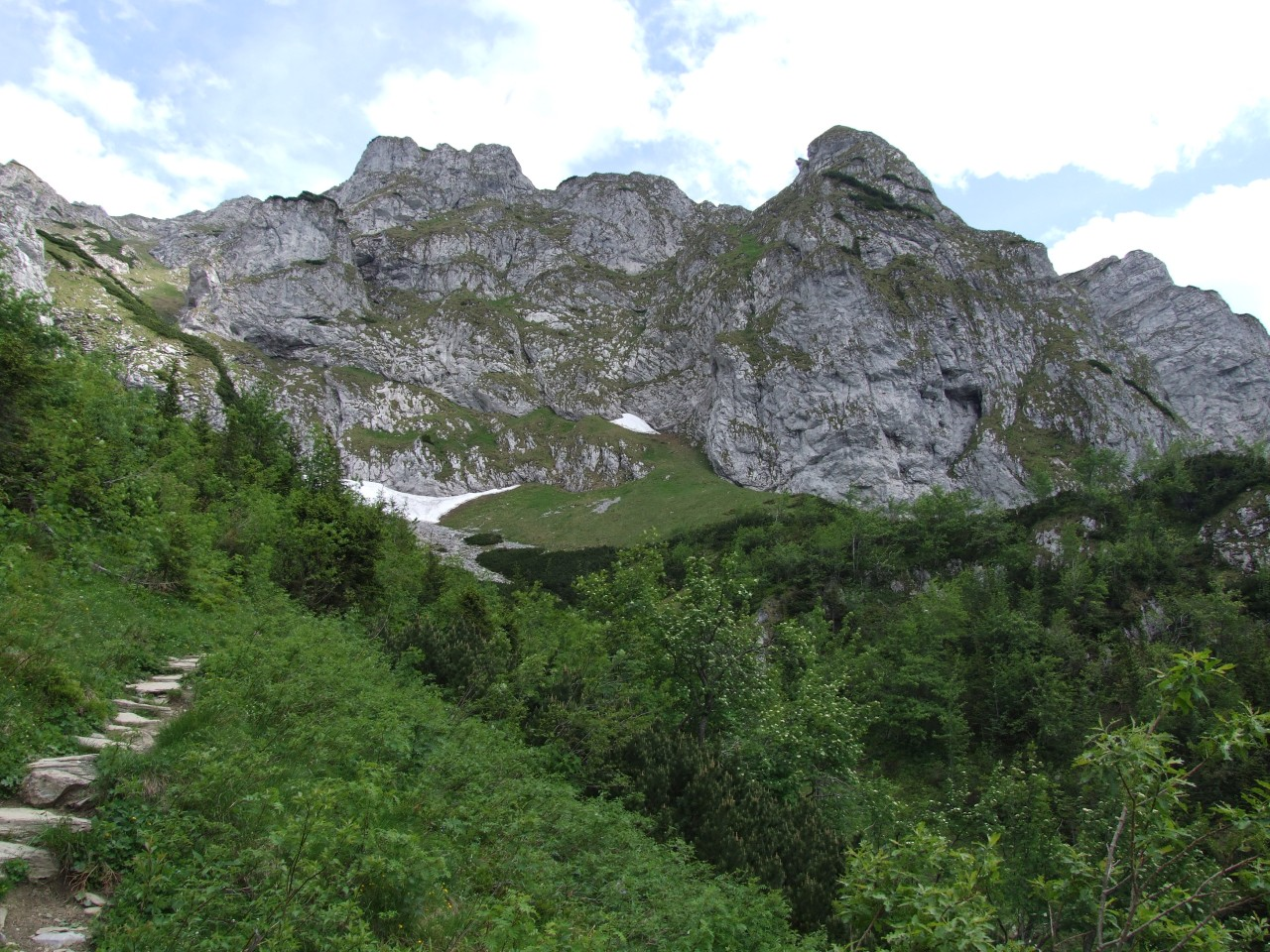
Litworowy Grzbiet nad Kobylarzowym Żlebem

## Opis jaskini
Jaskinię tworzy wysoki, szczelinowy korytarz, do którego prowadzi 1,4-metrowa studzienka zaczynająca się w niewielkim, owalnym otworze wejściowym. W jedną stronę korytarz kończy się szczeliną nie do przejścia, w drugą zawaliskiem. 

## Przyroda
W jaskini można spotkać małe nacieki grzybkowe. Ściany są wilgotne, rosną na nich porosty i mchy. 

## Historia odkryć
Brak jest danych o odkrywcach jaskini. Jej pierwszy plan i opis sporządziła I. Luty przy pomocy M. Tomaszka w 1994 roku.